# Irina Kotova
Pour les articles homonymes, voir Kotova.
 (juin 2020).
Irina Kotova (en russe : Ирина Котова, en biélorusse : Ірына Котава) est une artiste peintre biélorusse née le 17 novembre 1976 à Minsk, naturalisée française en 2018.

## Biographie
Irina Kotova naît à Minsk (Biélorussie) le 17 novembre 1976.
- 2002 : diplômée de l'Académie d’État des beaux-arts de Biélorussie à Minsk.
- 2007 : diplôme de licence en théologie de l’Institut de théologie orthodoxe Saint-Serge (Paris)[1].
- 2009 : diplôme de master de l’École pratique des hautes études (Paris) en histoire de l'art.

## Expositions

### Expositions personnelles
- 2005 : à Charleston (Caroline du Sud, États-Unis), avec l'appui de l’Église orthodoxe en Amérique (OCA).
- 2006 : ambassade de Biélorussie en France à Paris.
- 2010-2011 : la série « Paris imaginaire » est présentée au Musée national des beaux-arts de Biélorussie[2].
- 2011 : Académie d’État des beaux-arts de Biélorussie[3].
- 2012 : Centre de Russie pour la science et la culture à Paris[4],[5].
- 2013-2014 : galerie d'Orthodoxie.com à Paris, "De l'Incarnation à la Résurrection"[6].
- 2014 : château de Nesvizh, "Voyage de Paris à Nesvizh"[7],[8].
- 2018 : ambassade de Biélorussie en France à Paris.
- 2018 : consulat honoraire de la République du Bélarus à Biarritz.

### Exposition en duo
- 2013-2014 : galerie Russkiy Mir à Paris, "Les ailes de Noël"[9], avec Margarita Kotova[10].

### Expositions collectives
- 1991 : Centre du cinéma à Moscou (Russie).
- 1995/1996 : deux expositions internationales organisées par le Fonds des victimes de Tchernobyl à la Maison du citoyen à Hull (Canada).
- 2000 : exposition nationale "Mastak i kniga" (L'artiste et le livre) au Palais des beaux-arts à Minsk (Biélorussie).
- 2003 : exposition internationale «Alberobello Arte editione 2003» à Alberobello (Italie).
- 2003 : 3e Salon international des arts à Sartrouville (France).
- 2004 : 4e Salon internationale des arts à Sartrouville.
- 2006 : 5e Salon internationale des arts à Sartrouville.
- 2006 : ambassade de Biélorussie en France à Paris.
- 2006 : exposition nationale des jeunes artistes au Palais des beaux-arts à Minsk (Biélorussie).
- 2009 : exposition internationale à la galerie du Palais de la République à Minsk (Biélorussie).
- 2011 : Bibliothèque nationale de Biélorussie[11],[12] à Minsk.
- 2013 : exposition internationale “Welcome to Central and Eastern Europe. Beyond the cliché” à la galerie D.E.V.E. à Bruges, Belgique[13].
- 2018 exposition des professeurs des ateliers d'arts de la ville de Croissy-sur-Seine (France).
- 2018 exposition des artistes de la diaspora biélorusse à l'ambassade de Biélorussie en France à Paris.
- 2019 exposition des professeurs des ateliers d'arts de la ville de Croissy-sur-Seine (France).

### Journées Portes Ouvertes des Ateliers d’Artistes
- 2016 : Journées Portes Ouvertes des Ateliers d’Artistes, Croissy-sur-Seine (France).
- 2017 : Journées Portes Ouvertes des Ateliers d’Artistes, Croissy-sur-Seine (France).
- 2018 : Journées Portes Ouvertes des Ateliers d’Artistes, Croissy-sur-Seine (France)[14].
- 2019 : Journées Portes Ouvertes des Ateliers d’Artistes, Croissy-sur-Seine (France).

## Les spectacles artistiques en interaction
- Le 10 janvier 2014, à l'auditorium Jean XXIII à Paris, avec le compositeur et pianiste Kirill Zaborov et l'écrivain Christophe Levalois, création du spectacle artistique en interaction Éternité de l'instant[15],[16].
- Le 8 août 2014, au château de Nesvizh, "Voyage de Paris à Nesvizh", avec Christophe Levalois et Natalia Martsinkevitch (lectures en français et en russe), Dimitri Zoubov (clavecin), Galina Matioukova (flûte traversière)[17],[18],[19].
- Le 21 juin 2016, à l'auditorium Chanorier à Croissy-sur-Seine, "La Ville lumière sur la Seine", avec Christophe Levalois et Kirill Zaborov, lecture des textes en russe par Gvanca Lobjanidze [20].

## Illustration d'ouvrage
Irina Kotova a illustré une nouvelle édition anglaise des entretiens de Séraphin de Sarov avec Motovilov, qui est parue en 2010 à Londres,.

## Présentation, reportage, documentaire
- 2009 : son parcours artistique fait l'objet d'une présentation[25] à l'Institut national d'histoire de l'art à Paris par Christophe Levalois.
- 2010 : reportage de la télévision biélorusse, pour le journal télévisé, sur le vernissage de l'exposition au Musée national des beaux-arts de Biélorussie[26].
- 2010 : documentaire "Paris imaginaire", de la télévision biélorusse (réalisateur Serge Katier)[27]. Le documentaire a reçu le prix du maire d'Obninsk au VIIe Festival orthodoxe international du film de la Sainte-Rencontre qui s'est tenu du 17 au 22 février 2012 dans région de Kalouga en Russie[28]; et un "chevalier de bronze" au 21e festival international "Chevalier d'or", qui s'est déroulé du 22 au 31 mai 2012 à Omsk, sous la présidence de Nicolas Burlyayev[29].
- 1er mars 2014 : l'émission Isnast, de la 1re chaîne de la télévision biélorusse, Belarus 1, lui est entièrement consacrée[30],[31].

## Publication
Paris imaginaire, en collaboration avec Christophe Levalois, album trilingue (français, russe, biélorusse), Minsk, 2010  (ISBN 978-985-6893-39-4).

## Style
Evguény Shunejka, professeur à l’Académie d’État des beaux-arts de Biélorussie, a écrit à propos d'Irina Kotova dans la présentation de l'exposition dans cette académie en 2011 : « (…) Ses œuvres sont perçues comme un prolongement vivant des remarquables mouvements de l'art français du XIXe siècle à la première moitié du XXe siècle associés à des œuvres inoubliables des impressionnistes, des post-impressionnistes, des symbolistes, des expressionnistes (…) vives et expressives, exécutées d’un seul souffle, (elles) ont suscité un grand intérêt chez les connaisseurs et les collectionneurs d'art en France et en Biélorussie. »